# Kloster (Saalburg-Ebersdorf)
Kloster ist der gemessen an der Einwohnerzahl kleinste Ortsteil der Stadt Saalburg-Ebersdorf im Saale-Orla-Kreis in Thüringen.

## Geografie und Geologie
Der Stadtteil Kloster liegt an der Ostbucht des Bleilochstausees nördlich von Saalburg an der Landesstraße 1095 von Heinrichsruh kommend nach Bad Lobenstein führend. Dieser flache Westhang mit seichter Bucht war vor dem Bau des Stausees der Saale eine Fläche vom Südostthüringer Schiefergebirge. Diese Standorte waren früher auch landwirtschaftlich interessant, weil sie durch ihre Bodenart und -struktur ertragreich sind.
Etwas östlich von Kloster an einem Felsköpfchen blüht die Steinerne Rose.

## Nachbarorte
Nachbarorte vom Stadtteil Kloster sind die südlich liegende Kernstadt Saalburg, westlich jenseits des Stausees  liegt Röppisch, nördlich ist über die Brücke des Seitenarmes des Sees Gräfenwarth erreichbar und östlich auf der Höhe liegt Kulm.

## Geschichte
Nach einer Urkunde aus dem Jahre 1438 besaß das Nonnenkloster eine Öl- und Schneidemühle. Vom Zisterzienserinnenkloster Zum Heiligen Kreuz sind noch Reste aus den Gründerjahren vorhanden. Hintzenstern schreibt: „Die erste Zisterzienserabtei in Thüringen wurde 1131 durch Gräfin Helenburgis von Gleichen gegründet.“  Also kommt erst eine Gründung nach 1150 in Frage. Er bestätigt auch, dass Frauenklöster in oder nahe den Städten oder größeren Siedlungen gebaut wurden. Es ist bekannt, dass die Saalburger Gründer dann bald nach Schleiz umsiedelten und daher war das Kloster nicht mehr so wichtig und wurde sehr zeitig aufgegeben.

## Kloster heute
- Es gibt ein Seesport- und Erlebnispädagogisches Zentrum
- Zwei Campingplätze sind vorhanden

## Verkehr
Der Haltepunkt Kloster lag an der Bahnstrecke Schleiz–Saalburg, die von 1930 bis 1995 bedient wurde und inzwischen stillgelegt ist. Auf der einstigen Trasse wurde der Oberland-Radweg angelegt.
Mit der Linie 610 des Verkehrsunternehmens KomBus hat Kloster Anschluss an die Städte Schleiz, Lehesten und Bad Lobenstein.